# Griswold (Connecticut)
Griswold es un pueblo ubicado en el condado de New London en el estado estadounidense de Connecticut. En el año 2010 tenía una población de 14,807 habitantes y una densidad poblacional de 124 personas por km².

## Geografía
Griswold se encuentra ubicado en las coordenadas 41°35′04″N 71°55′16″O / 41.58444, -71.92111.

## Demografía
Según la Oficina del Censo en 2000 los ingresos medios por hogar en la localidad eran de $40,156 y los ingresos medios por familia eran $48,852. Los hombres tenían unos ingresos medios de $57,869 frente a los $17,441 para las mujeres. La renta per cápita para la localidad era de $21,196. Alrededor del 9.2% de la población estaban por debajo del umbral de pobreza.